# Wachendó

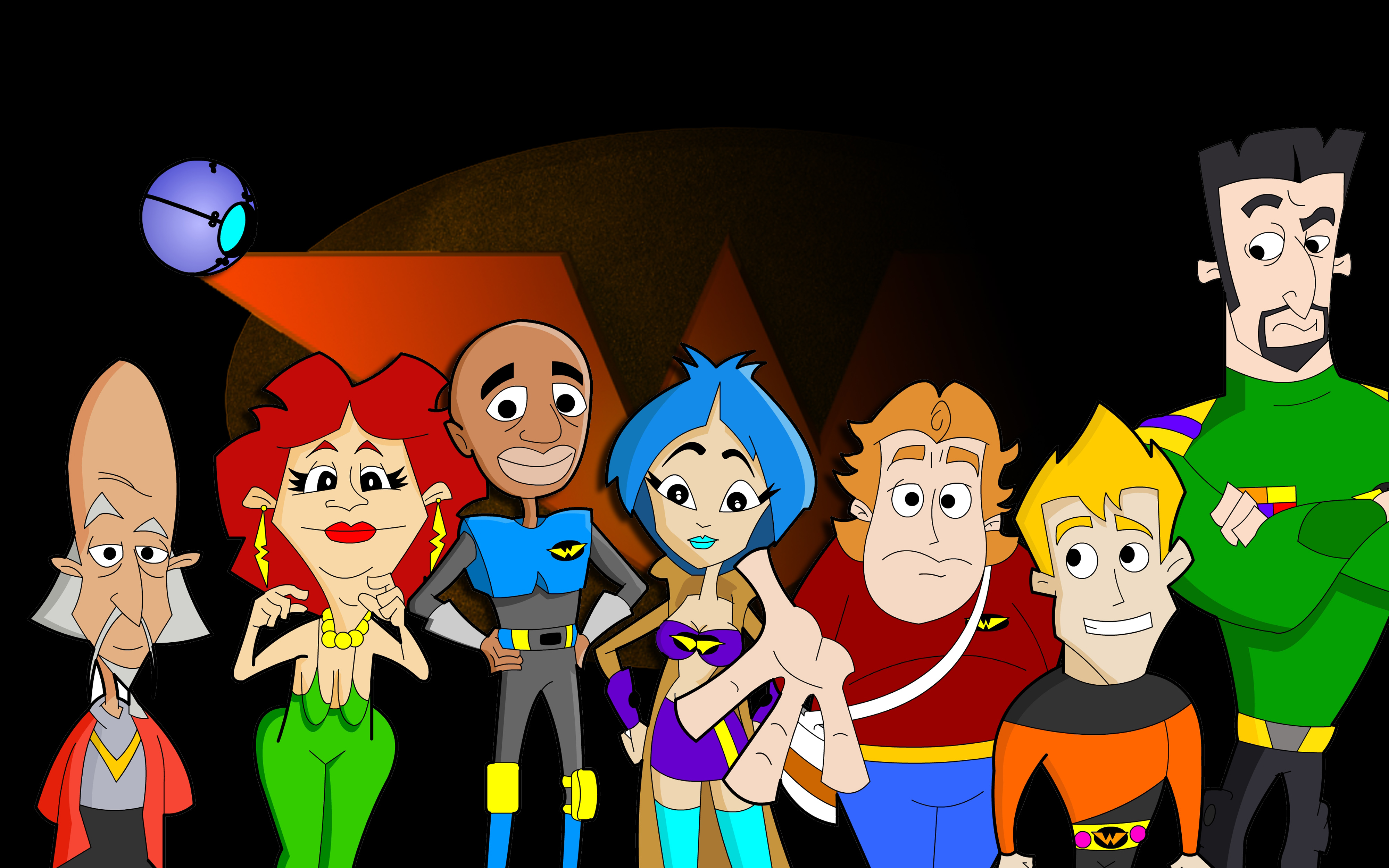
Personajes de la serie: Wachedesk, Maestro Lei, Manos Libres, Brayatan, Bayaina, Milton y Harold Yahú

Wachendó es una serie de dibujos animados, dirigida por Andrés López y escrita por Aníbal Baeza, Juan Buenaventura y Hernando Herrera (integrantes del grupo de comediantes Pasus3) idea original de Andrés López y del grupo de Comediantes Pasus3. Doce capítulos de la serie fueron transmitidos por Caracol Televisión desde abril del 2009, de lunes a miércoles a las 11:30.
Andrés López, como productor, tiene los capítulos en Youtube.

## Trama
En el Año 2345, los países de Sudamérica se unieron como los Estados Re Americanos, cómo una nueva potencia mundial, su capital es conocida como la Ciudad de la REA; allí, un longevo maestro de artes marciales, llamado el Maestro Lei y el Profesor Ganoso construyen una máquina para viajar en el tiempo; pero las cosas se salen de control cuando el Profesor, quiere usar la máquina para aumentar su poder y fortuna. El Maestro Lei, recluta a cinco jóvenes, para enseñarles Wachendó, un arte marcial legendario. Brayatan, Harold Yahú, Bayaina, Milton Hamilton y Jormeil, harán parte del nuevo escuadrón que deberá viajar en el tiempo y evitar que los secuaces del profesor Ganoso, logren su objetivo

## Producción
- Animación: Conexión creativa[2]
- Dirección: Andrés López
- Libretos: Aníbal Baeza, Juan Buenaventura y Hernando Herrera

## Personajes
- Maestro Lei: Experto en Wachendó y científico creador de la máquina del tiempo, junto a su amigo el Profesor Ganoso; líder del escuadrón wachendó. Vive en los suburbios de la Ciudad de la Rea, en su oficina trabaja "Manos Libres", su secretaria y junto a su computadora LA comadre, descubren los problemas en la línea del tiempo que deben ser solucionados.
- Milton: El más inocente del escuadrón, su sueño era convertirse en actor de reality y esa es su mayor habilidad, hacer representaciones para despistar al enemigo.
- Harold Yahú: Capitán de las fuerzas especiales de los Estados Re Americanos, fue retirado de su cargo sin honores, gracias a Milton, su habilidad es usar la chatarra, para crear elementos que les son útiles en las misiones.
- Bayaina: Joven modelo que le encanta lucir su cuerpo, su habilidad es poder seducir a cualquier hombre
- Brayatan: Experto en tecnología, usa sus habilidades para sacar de apuros al equipo, sin importar la época en la que se encuentren
- Jormeil: Sobrino del Maestro Lei, no tiene ninguna habilidad; pero está convencido de poder aprender cualquier cosa por internet, profesa el amor y la armonía.
- Manos Libres: Secretaria del Maestro Lei, una mujer solterona, que quiere aprovechar la cercanía con los jóvenes del equipo. Los cuida como si fueran sus hijos
- La Comadre: Computadora creada por el maestro Lei, con inteligencia artificial que se sale de control, es perezosa y cuestiona las órdenes de su jefe
- Wachedesk: Dispositivo creado por Jormeil como ayudante informativo, tiene programas que son representados por personajes, que los ayudan a pasar desapercibidos en distintas épocas.
- Profesor Ganoso: Científico que ha pasado encubierto durante muchos años, haciéndose pasar por presentador del programa de televisión "Muy buenas tías", dueño de las industrias Ganoso; ha usado la máquina del tiempo para incrementar su fortuna y tener en sus manos a los más poderosos; ha reclutado a un grupo para que lleven a cabo sus fechorías
- Shasquira: Mujer malvada que hace parte del equipo del profesor Ganoso, su habilidad es que con su voz, puede sublevar a cualquier adversario
- Fraider: Seudo actor retirado que alcanzó su fama por ser el peor actor de reality de toda la historia, es un musculoso que cumple a cabalidad las órdenes del profesor Ganoso
- Carmona: El Lindo del grupo del profesor Ganoso, usa su encanto para engañar a todos y a todas
- Mogolla: Un personaje con problemas de ira, es el hombre de confianza para los trabajos de relaciones públicas del Profesor Ganoso

## Voces
- Maestro Lei: Juan Buenaventura
- Brayatan: Aníbal Baeza
- Harold Yahú: Juan Buenaventura
- Milton Hamilton: Hernando Herrera
- Bayaina: Mimi Soto
- La Comadre: Melissa Noval
- Profesor Ganoso: José Manuel León
- Personajes varios: Javier Rodríguez, Nicolás

## Guía de capítulos

### Temporada 1
| Cap. | Título                    | Descripción |
| ---- | ------------------------- | --- |
| 1    | Pa’ las que sea           | El Maestro Lei debe reclutar a un nuevo equipo, ya que por su edad no debe viajar en el tiempo.                                                                                 |
| 2    | Agüita pa' la rea         | El escuadrón debe viajar al pasado para evitar que Jorge El Varón se gaste el agua y deje sin recursos hídricos, el futuro del país.                                            |
| 3    | Animaltrix                | Un explorador de un programa de Televisión, molestó tanto a los animales, que se revelaron e invadieron el futuro                                                               |
| 4    | Los ricos también chillan | Para todos en el futuro, la vida es una novela, todos sufren, porque hubo gran proliferación de novelas y dramas, en el pasado.                                                 |
| 5    | No se habla en español    | Un cantante que profesaba que solo cantaba en español, decidió cantar en inglés y en el futuro nadie habla el mismo idioma                                                      |
| 6    | Carmona extremo           | Un antepasado de Carmona, promovió el narcisismo, a tal punto que en el futuro, nadie es natural, sólo hay personas con cirugías plásticas                                      |
| 7    | Chichas regal             | En el año 2345 ya no existen bebidas autóctonas, debido a que en el pasado las multinacionales compraron las producciones de bebidas autóctonas para que nadie las consumiera   |
| 8    | Chuties                   | El fútbol no es lo que era en el pasado, los jugadores fueron reemplazados por máquinas que despertaban emociones negativas en el público                                       |
| 9    | La rea afortunada         | En el futuro todos dejan todo a la suerte, ya que en el pasado un falso vidente promovió el consumo de amuletos y bebedizos para fabricar la fortuna y el amor                  |
| 10   | Cante aunque no cante     | En el futuro no hay artistas, nadie sabe cantar, porque en el pasado fueron suprimidos los programas que promovían el canto                                                     |
| 11   | Jotaland                  | Un ancestro del Profesor Ganoso, compró las propiedades de un cantante al que llamaban el emperador del Pop y usó la fortuna para tener el poder absoluto en el futuro          |
| 12   | Santa clon                | Nadie cree en la Navidad, Santa es catalogado como un "apartamentero" y si es visto cerca de alguna chimenea será arrestado, en el pasado, la gente dejó de creer en la Navidad |